# نخيل رويستونيا
نخيل رويستوينا وتعرف بالاسم الشائع نخيل ملكية (الاسم العلمي: Roystonea)، جنس نباتات شجرية من فصيلة النخلية. موطنها جزر الكاريبي، والسواحل المجاورة للولايات المتحدة (فلوريدا) وأمريكا الوسطى وشمال أمريكا الجنوبية. سُمي الجنس على اسم روي ستون، وهو مهندس بالجيش الأمريكي.